# Tenzid
Tenzid (dolazi od riječi tenzija + -id) je površinski aktivna tvar, to jest tvar koja smanjuju površinsku napetost tekućine (u stvari vode), odnosno smanjuju sile što djeluju na graničnim plohama između dviju faza tvari, čime se omogućuje nastajanje pjene, stvaranje vodene emulzije s tekućinama s kojima se voda inače ne miješa (na primjer s uljem) te vodene suspenzije s tvarima koje voda inače ne kvasi (na primjer s masnoćom). Tenzidi su glavni sastojci deterdženata, industrijskih sredstava za uklanjanje nečistoća pranjem u vodi, najčešće za pranje tekstila. Osim toga, koriste se i kao emulgatori, omekšivači, sredstva za stvaranje suspenzija, za zaštitu od korozije, za dezinfekciju, kao rashladna maziva, u pripravi sredstava za gašenje požara, u kozmetici i tako dalje. 
Molekule tenzida sastoje se od hidrofilne skupine (koji upija ili lako privlači vodu ) i od hidrofobne dugolančaste ugljikovodične skupine (koji odbija vodu i koji se ne miješa s vodom). Tenzidi se u vodenoj otopini u monomolekularnom sloju nakupljaju na granici faza, i to tako da se hidrofilni dio orijentira prema vodenoj, a hidrofobni prema nevodenoj fazi (zrak, odnosno tvari kao ulje, masnoće i druge organske nečistoće). Tako tenzidi djeluju kao pjenila, a posebno su važni kao kvasila i emulgatori, jer s jedne strane mijenjaju energetske odnose na graničnim plohama između čvrste podloge, nečistoće i vode, tako da se nečistoća odvaja od podloge, a s druge strane sprječavaju ponovno taloženje nečistoća na podlogu stabilizirajući njezinu suspenziju u vodi. Ovisno o naboju hidrofilnoga dijela molekule, tenzidi mogu biti anionski, kationski, neionski ili amfoterni. Najšire se primjenjuju i za pranje su najvažniji anionski tenzidi, ponajprije alkilbenzensulfonati (R–C6H4–SO3H; R je ugljikovodična skupina), alkilsulfonati (R–SO3H) i alkilsulfati (RO–SO3H).

## Vanjske poveznice
|  | Zajednički poslužitelj ima još gradiva o temi Tenzid |